# Asempapan
Asempapan is een bestuurslaag in het regentschap Pati van de provincie Midden-Java, Indonesië. Asempapan telt 2689 inwoners (volkstelling 2010).